# Sardopaladilhia plagigeyerica
Sardopaladilhia plagigeyerica is een slakkensoort uit de familie van de Moitessieriidae. De wetenschappelijke naam van de soort is voor het eerst geldig gepubliceerd in 1998 door Manganelli, Bodon, Cianfanelli, Talenti & Giusti.